# العلاقات البنينية الميكرونيسية
العلاقات البنينية الميكرونيسية هي العلاقات الثنائية التي تجمع بين بنين وولايات ميكرونيسيا المتحدة.

## مقارنة بين البلدين
هذه مقارنة عامة ومرجعية للدولتين:
| وجه المقارنة                                              | بنين            | ولايات ميكرونيسيا المتحدة |
| --------------------------------------------------------- | --------------- | ------------------------- |
| المساحة (كم2)                                             | 114.76 ألف      | 702                       |
| عدد السكان (نسمة)                                         | 11.18 مليون     | 105.54 ألف                |
| الكثافة السكانية (ن./كم²)                                 | 97.42           | 15.03 ألف                 |
| العاصمة                                                   | بورتو نوفو      | باليكير                   |
| اللغة الرسمية                                             | لغة فرنسية      | لغة إنجليزية              |
| العملة                                                    | فرنك غرب أفريقي | دولار أمريكي              |
| الناتج المحلي الإجمالي (بليون دولار)                      | 9.27 مليار      | 336.43 مليون              |
| الناتج المحلي الإجمالي (تعادل القوة الشرائية) بليون دولار | 22.38 مليار     | 365.27 مليون              |
| الناتج المحلي الإجمالي الاسمي للفرد دولار أمريكي          | 762             | 3.02 ألف                  |
| الناتج المحلي الإجمالي للفرد دولار أمريكي                 | 2.03 ألف        |                           |
| مؤشر التنمية البشرية                                      | 0.480           | 0.640                     |
| رمز المكالمات الدولي                                      | +229            | +691                      |
| رمز الإنترنت                                              | .bj             | .fm                       |
| المنطقة الزمنية                                           | ت ع م+01:00     |                           |

## منظمات دولية مشتركة
يشترك البلدان في عضوية مجموعة من المنظمات الدولية، منها:
| علم المنظمة | اسم المنظمة                                 | تاريخ انضمام بنين | تاريخ انضمام ولايات ميكرونيسيا المتحدة |
| ----------- | ------------------------------------------- | ----------------- | -------------------------------------- |
|             | مؤسسة التنمية الدولية                       | 16 سبتمبر 1963    | 24 يونيو 1993                          |
|             | يونسكو                                      | 18 أكتوبر 1960    | 19 أكتوبر 1999                         |
|             | وكالة ضمان الاستثمار متعدد الأطراف          | 26 سبتمبر 1994    | 11 أغسطس 1993                          |
|             | الأمم المتحدة                               | 20 سبتمبر 1960    | 17 سبتمبر 1991                         |
|             | مجموعة دول أفريقيا والكاريبي والمحيط الهادئ | ?                 | ?                                      |
|             | البنك الدولي للإنشاء والتعمير               | 10 يوليو 1963     | 24 يونيو 1993                          |
|             | الاتحاد الدولي للاتصالات                    | 1961              | 18 مارس 1993                           |
|             | منظمة حظر الأسلحة الكيميائية                | ?                 | ?                                      |
|             | مؤسسة التمويل الدولية                       | 5 فبراير 1987     | 24 يونيو 1993                          |
|             | المركز الدولي لتسوية المنازعات الاستشارية   | 14 أكتوبر 1966    | 24 يوليو 1993                          |

## وصلات خارجية
- موقع وزارة الخارجية البنينية